# Synagoga Symchy Uberbauma w Łodzi
Synagoga Symchy Uberbauma w Łodzi – prywatny dom modlitwy znajdujący się w Łodzi przy ulicy Długiej 22, obecnie Gdańska.
Synagoga została zbudowana w 1913 roku z inicjatywy Symchy Uberbauma. Mogła ona pomieścić 30 osób. Podczas II wojny światowej hitlerowcy zdewastowali synagogę.